# 정치적 기회 구조론
정치과정론이나 정치적 기회구조로도 알려진 정치적 기회 구조론은 정치사회학의 영향을 많이 받는 사회운동의 접근 방식이다. 그것은 사회 운동의 성패가 주로 정치적 기회에 의해 영향을 받는다고 주장한다. 사회 이론가 피터 아이징어, 시드니 태로우, 데이비드 메이어, 더그 맥아담은 이 이론의 가장 두드러진 지지자로 여겨진다.

## 설명
사회운동 형성을 위한 세 가지 중요한 구성 요소는 다음과 같다.
1. 저항 의식 : 사회의 특정 구성원은 그들이 불공평하거나 부당하다고 인식하는 시스템을 향한 불만을 가지고 있다(결핍이론도 참조하라).[1] 집단적 불의감이 커지면 사람들은 운동 구성원이 되도록 동기 부여된다.[1] 사회 운동가들은 목표를 무작위로 선택하지 않지만, 정치적 맥락은 운동 조직을 둘러싼 특정 불만에 중점을 둔다.[2]
2. 조직의 힘 : 자원 동원 이론의 주요 주장과 유사하게, 이들의 주장은 사회 운동이 강하고 효율적인 리더십과 충분한 자원을 가져야 한다는 것이다.[1] 정치적 기회 구조론은 자원 동원 이론과 많은 공통점을 가지고 있는데, 특히 외부에서 이루어지는 자원 동원에 초점을 맞춘 것으로 볼 때 더욱 두드러진다.[3] 또한, 관련 단체와 토착 단체는 사회 운동에 참여할 행위자를 모집하고 그들을 동기 부여하는 데 중요한 역할을 한다. 사회 운동은 그들을 지지하고 자원과 공급하는 다른 연합과 병합하여 커지기도 한다. 단속적이지만 유동적인 단체에 개인이 통합될 수록, 그러한 단체가 구성원들이 활동적으로 참여하게 되는 원인과 병합하고 자원을 조달할 가능성이 높다.
3. 정치적 기회: 기존의 정치 체제가 도전에 취약하다면, 그것은 사회 운동 구성원들과 같은 사람들이 그러한 도전을 할 수 있는 기회를 만들고, 사회적 변화를 추진하기 위해 노력한다.[1] 취약성의 결과는 다음과 같다.
  1. 정치적 다원주의 강화
  2. 정지적 억압 감소
  3. 엘리트 집단 분열 (특히 일부 지지가 조직적인 반대까지 성장할 때)
  4. 정치적 권익 증대[1]

정치적 기회 구조론의 주장은 활동가들의 행동이 특정한 정치적 기회의 존재 혹은 결핍에 달려 있다는 것이다. 정치적 기회에 대한 다양한 정의가 있지만 메이어(2004)는 태로우(1998년)의 주장을 강조한다:
"사람들이 논쟁의 여지가 있는 정치에 참여하도록 장려하는 정치적 투쟁의 일관성 - 그러나 반드시 공식적이거나 영구적인 차원은 아니다."
세 가지 구성 요소에서 더그 맥아담이 인지적 해방이라고 부르는 것, 즉 정치적 항의에 적극적이었던 사람들이 집단적 힘을 인식하고 그들이 이용할 수 있게 될 때 정치적 기회를 이용할 수 있는 능력을 말한다. 사회 운동의 요구에 대한 정치적 반대가 약화됨에 따라, 구성원들은 정치적 영역에서 중대한 변화를 성립할 수 있는 능력인 상징적 효능감에 대한 집단적 감각을 느낄 수 있다. 이것은 구성원을 모집할 수 있게 할 뿐만 아니라 집중적이고 효과적인 수요주기에 따라 그들을 집결시킬 수 있게 한다.
시간이 지남에 따라 사회 운동 내에서 광범위한 사회 경제적 과정이 발전하고 유지되며, 감소하기도 한다. 사회 운동은 사회 통제 수준에 영향을 받을 수 있으며, 이는 결국 사회 운동의 요구가 충분히 확립되지 않았거나 이목을 끌만한 것이 아니라고 판단될 때, 외부 기관으로부터 지원을 받지 못하거나 잃을 위험이 있기 때문에 다시 구성원을 동원하고 유지하는 능력에 영향을 미친다.
또한, 사회 운동은 집단적 목표를 지속적으로 추진하기 보다는 운동 자체의 보존를 위해 힘쓰는 운동 내 개인 집단인 과두정치화에 영향을 받으며, 외부 지원이 해당 운동을 위해 획득됨과 동시에 그들의 요구를 충족시키기 위해 목표를 희생하도록 강요당할 때, 선거에 영향을 받는다. 그렇게 되면 결국 토착 지원의 상실이 이어질 수 있으며, 그와 함께 운동 시작과 동시에 회원들을 신속히 동원할 수 있었던 많은 지원 풀뿌리 단체들 또한 없어질 수 있다.
메이어(2004)는 아이징거(1973년)가 이러한 방식으로 확립된 정치적 기회 이론을 처음 사용했다고 인정했다(물론 그 흔적은 더 거슬러 올라간다). 아이징거는 1960년대에 인종과 빈곤에 대한 폭동의 수준이 미국에서 더 다양한 이유에 대해 억압되거나 낙담한 반체제 인사의 참여를 위한 가시적인 개방 부족을 말했다. 따라서 합법적으로 불만을 표현할 수 없는 것은 조직으로 이어진 정치적 기회였고 폭동으로 불만을 표현하는 운동의 동원이었다.
메이어(2004)는 정치적 기회 이론에 대한 개요에서 이러한 광범위한 맥락은 다음과 같은 영향을 미칠 수 있다고 언급했다.
- "동원"
- "다른 사람들보다 더 특별한 주장을 펼치는 것"
- "다른 사람들보다 동맹을 맺는 것"
- "다른 사람들보다 특정한 정치적 전략과 전술을 사용하는 것" 그리고
- "주류 제도 정치와 정책에 영향을 미치는 것"[2]

이 이론의 핵심 장점은 사회 운동이 출현하고 주어진 시간에 활동을 증가시키는 이유를 설명한다는 것이다. 정치적 기회가 없을 때, 단순히 불만 혹은 조직의식과 자원을 갖는 것만으로는 충분하지 않다. 이 세 가지 구성 요소가 모두 성립될 때만 사회 운동이 성공할 수 있는 기회가 있다.

## 정치구조 비교
구조와 기관에 대한 담론에서 운동가(행위자)의 행동은 정치적 기회(구조)의 넓은 맥락에서 볼 때에만 이해할 수 있다. 구조라는 용어는 오래된 학문의 정치적 기회를 특징짓기 위해 사용되어 왔다. 정치적 기회 구조는 정치 지형을 둘러싼 상황으로 정의되어 왔다. 그러나 이전 출판물에서 이 용어를 사용한 태로우는 이제 대부분의 기회들이 인식되어야 하고 구조적인 것이 아니라 상황적인 것이기 때문에 그것은 오해의 소지가 있다고 주장한다. 정치적 기회 구조는 단순한 정치적 지형이 아니라 사회적 동원에 대한 자원과 제도적 배치, 역사적 선례의 특정한 구성으로 묘사될 수 있다. 정치적 기회 구조는 변화하기 쉬우며 며칠 안에 바뀔 수도 있고 수십 년 동안 지속될 수도 있다. 인구통계학과 사회경제적 요인들은 정치 행위자들에게 영향을 미치는 "구조"를 만든다.

## 정치 중재 모델
정치적 기회론에 입각한 한 쪽 모델은 정치 중재 모델로 알려져 있다. 정치 중재 모델은 정치적 맥락이 정치 행위자들의 전략적 선택에 어떤 영향을 미치는지에 초점을 맞춘다. 그 모형은 그 움직임이 단지 성공했는지 실패했는지에 대한 관점을 넘어 의도하지 않은 결과뿐 아니라 집단적 이익까지 포함한 다른 결과들을 분석한다. 정치적 기회의 반대는 정치적 제약이다.

## 정치 과정
연속적인 개개의 정치활동으로 이루어져 있는 정치운동의 총칭이다. 종래에는 단순히 기존의 정치기구의 내부에서 형성·집행되는 입법과 행정의 과정을 의미한다. 그러나 정치운동이 사회의 광범한 층에까지 미치게 되어, 권력의 사회적인 동태를 연구하지 않고서는 정치의 본질을 해명할 수 없다고 생각하게 됨으로써 정치과정이 중시되게 되었다. 근대정치학의 새로운 개념이다. 미국의 정치학자 벤틀러의 『정치과정론』이 유명하다.

## 비판
정치 과정 모델은 구조적, 개념적으로 비판을 받아왔다. 비판론자들은 정치 과정 이론가들이 정치적 기회를 구성하는 것에 대해 지나치게 광범위한 정의를 사용하며, 그러한 정의는 사회 운동 자체의 역사적 맥락에 따라 크게 달라진다고 주장한다. 나아가 정치적 과정 이론이 국가로부터 합법적으로 또는 정치적으로 분리된 것처럼 운동을 틀기 때문에, 그것은 문화적 연대에서 형성되거나 현존하는 규칙이나 규제에 직접적으로 반대하지 않는 운동을 무시한다. 비평가들은 이론가들이 소셜 네트워크의 역할에 너무 큰 비중을 두고 있으며 종종 네트워크들이 형성되고 유지될 수 있도록 해주는 문화적 토대를 거의 완전히 무시한다고 주장한다. 일부 비판에 대해 더그 맥아담, 시드니 태로우, 찰스 틸리 등은 추상적인 구조에 의존하기보다는 정치적 기회를 설명하는 메커니즘을 규명하는 데 초점을 맞춘 '경합의 역학' 연구 프로그램을 제안했다.

## 사례
MoveOn.org은 1998년 시작돼 지금도 운영되고 있는 조직이다. 이들은 특히 정치적 이슈를 중심으로 한 진보적 조직이다. 이들은 시청자들이 집단행동의 한 형태인 그들 자신의 청원을 시작하도록 허용하고, 잠재적으로 그들 자신의 사회적 운동을 시작할 수 있다. 또한 MoveOn.org은 사람들이 서명하고 비슷한 이슈에 대해 연대 개념을 영구화하거나 정치적 담론에 대한 집단 정체성의 의식을 지속시키기 위한 메커니즘으로 보기 위한 다른 청원, 정치 기사, 동영상을 시작 페이지에 포함하고 있다. MoveOn.org은 사람을 모으는 사이트인 만큼 자원동원론에도 적용할 수 있어 조직의 강점과 성공을 더한다.

## 같이 보기
- 기회주의
- 합법적 기회 구조
- 사회 운동 영향 이론